# Л. К. Джонс
Джастас Эллис Маккуин-младший (англ. Justus Ellis McQueen, Jr.; 19 августа 1927, Бомонт, Техас, США — 9 июля 2022, Лос-Анджелес, Калифорния, США) — американский актёр, сценарист и режиссёр. Более известен под псевдонимом Л. К. Джонс (англ. L.Q. Jones).

## Биография

### Ранние годы
Родился 19 августа 1927 года в Бомонте, штат Техас, в семье Джесси Парали (в девичестве Стивенс) и Джастаса Эллиса Маккуина-старшего, железнодорожного рабочего. После службы в военно-морском флоте Соединенных Штатов с 1945 по 1946 год Джонс посещал Ламарский младший колледж, а затем изучал юриспруденцию в Техасском университете в Остине с 1950 по 1951 годы. Затем некоторое время выступал как стендап-комик, играл в профессиональный бейсбол и футбол и даже занимался скотоводством в Никарагуа. После переписки со своим приятелем Фессом Паркером (к тому времени Паркер уже снимался в Голливуде), решил стать актёром.

### Карьера
Джастас Маккуин-младший дебютировал на широком экране в 1955 году в военном фильме «Боевой клич», где сыграл рядового Л. К. Джонса. МакКвин взял имя своего персонажа в качестве творческого псевдонима.
В начале 60-х познакомился с режиссёром Сэмом Пекинпа и стал регулярно появляться в его фильмах. Наиболее известная роль Джонса — охотник за головами Ти-Си в вестерне «Дикая банда» (1969).
В 1975 Л. К. Джонс стал режиссёром и продюсером пост-апокалиптического фильма «Парень и его пёс» по одноимённой новелле Харлана Эллисона. Он адаптировал новеллу для сценария, за что вместе с Эллисоном получил премию «Хьюго», также режиссёр и писатель были номинированы на премию «Небьюла».

### Личная жизнь
С 1950 по 1973 состоял в браке с Нетой Льюис (англ. Neta S. Lewis). Разведён.
Являлся консервативным республиканцем.
Скончался 9 июля 2022 года в своем доме в Голливуд-Хиллз, штат Калифорния, в возрасте 94 лет.

## Фильмография

### Актёр
- 1955 — Боевой клич / Battle Cry — рядовой Л. К. Джонс
- 1955 — Главная цель / Target Zero — рядовой Феликс О'Хара
- 1956 — Сантьяго / Santiago — Диггер
- 1956 — Навстречу неизведанному / Toward the Unknown — второй лейтенант Суини
- 1956 — Люби меня нежно / Love Me Tender — Парди Флеминг (в титрах не указан)
- 1956 — Между раем и адом / Between Heaven and Hell — рядовой Кенни
- 1957 — Операция Бешеный шар / Operation Mad Ball — Озарк
- 1958 — Молодые львы / The Young Lions — рядовой Донелли (в титрах не указан)
- 1958 — Одинокий всадник Бьюкенен / Buchanan Rides Alone — Пекос Хилл
- 1958 — Нагие и мёртвые / The Naked and the Dead — Вудро «Вуди» Уилсон
- 1958 — Пуск торпеды / Torpedo Run — Хаш Бенсон
- 1959 — Шериф Уорлока / Warlock — Фен Джиггс (в титрах не указан)
- 1959 — Битва за Коралловое море / Battle of the Coral Sea — Йомен Холлидей
- 1960 — Пылающая звезда / Flaming Star	— Том Говард
- 1960 — Симаррон / Cimarron — Миллис
- 1962 — Скачи по горам / Ride the High Country — Сильвус Хаммонд
- 1962 — Ад для героев / Hell Is for Heroes — сержант снабжения Фрейзер
- 1964 — Железный ангел / Iron Angel — Баттонс
- 1964 — Винтовки апачей / Apache Rifles — Майк Грир
- 1965 — Майор Данди / Major Dundee — Артур Хэдли
- 1966 — Невада Смит / Nevada Smith — ковбой (в титрах не указан)
- 1967 — Большая долина / The Big Valley — Кёртис (2 сезон, 24 серия)
- 1968 — Вали отсюда, Джо / Stay Away, Joe — Бронк Ховерти
- 1968 — Ненастоящий убийца / The Counterfeit Killer — клерк в отеле
- 1968 — Вздёрни их повыше / Hang 'Em High — Лумис
- 1969 — Дикая банда / The Wild Bunch — Ти-Си
- 1970 — Баллада о Кэйбле Хоге / The Ballad of Cable Hogue — Таггарт
- 1970 — МакМастеры / The McMasters — Рассел
- 1971 — Охота / The Hunting Party — «Кабан» Уоррен
- 1971 — Братство сатаны / The Brotherhood of Satan — шериф
- 1973 — Пэт Гэрретт и Билли Кид / Pat Garrett & Billy the Kid — Блэк Харрис
- 1975 — Лихорадка на белой полосе / White Line Fever — Бак
- 1975 — Зимний ястреб / Winterhawk — Гейтс
- 1976 — Маманя, Бюст и Живчик / Mother, Jugs & Speed — Дэйви
- 1978 — Во весь рост (ТВ-фильм) / Standing Tall — Нэйт Рэкли
- 1978 — Коломбо: Конспираторы (ТВ-фильм) / Columbo: The Conspirators — продавец оружия
- 1979 — Братья Саккетт (ТВ-фильм) / The Sacketts — Белден
- 1979 — Дюки из Хаззарда / The Dukes of Hazzard  — Уоррен (2 сезон, 9 серия)
- 1982 — Зверь внутри / The Beast Within — шериф Билл Пул
- 1982 — Каскадёры / The Fall Guy — шериф Уайатт Ле Клерк (2 эпизода)
- 1982 — Гонщик во времени: приключения Лайла Свана / Timerider: The Adventure of Lyle Swann —  Бен Поттер
- 1983 — Одинокий волк Маккуэйд / Lone Wolf McQuade — Дакота
- 1986 — Команда «А» / The A-Team — Чак Дэнфорд (4 сезон, 16 серия)
- 1988 — Пуленепробиваемый / Bulletproof — О'Рурк
- 1989 — Река смерти / River of Death — Хиллер
- 1994-1996 — Отступник / Renegade — Натан «Дюк» Уэйн (5 эпизодов)
- 1995 — Казино / Casino — Пэт Уэбб
- 1997 — На грани / The Edge — Стайлз
- 1998 — Патриот / The Patriot — Фрэнк
- 1998 — Маска Зорро / The Mask of Zorro — «Трёхпалый» Джек
- 2001 — Шоссе 666 / Route 666 — шериф Боб Конвэй
- 2006 — Компаньоны / A Prairie Home Companion — Чак Акерс

### Режиссёр
- 1975 — Парень и его пёс / A Boy and His Dog